# Penia (Moena)
Penia, chiamata anche Peniola, è una frazione del comune di Moena, da cui dista circa 2,5 km, situata nell'alta Val di Fiemme, in provincia di Trento.

## Geografia ed ambiente
L'insediamento di Penia si sviluppa sul versante orografico destro del torrente Avisio, sulle pendici del Latemar, in una radura in mezzo al bosco tra le frazioni di Sorte (1,5 km) e Medil (4,8 km), raggiungibili piedi. Penia può essere raggiunta anche tramite la strada forestale sterrata che parte dalla località Malga Panna, percorribile in automobile solo in determinati orari.

## Monumenti e luoghi d'interesse

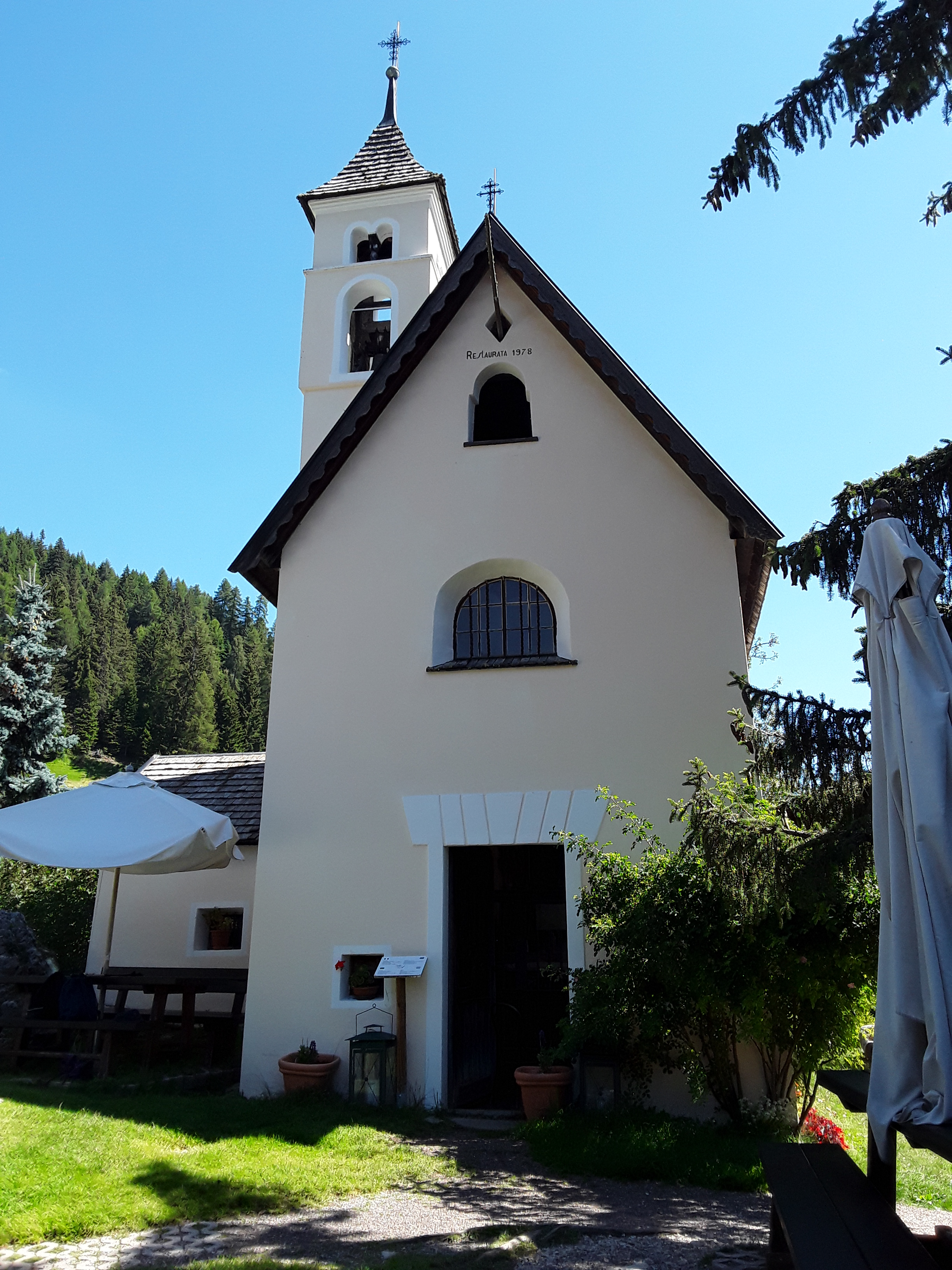
Chiesa di San Giovanni Nepomuceno Martire.

L'abitato è costituito da un tipico borgo rurale di montagna, con alcuni fienili costruiti in legno.
La chiesetta di San Giovanni Nepomuceno venne costruita dalla famiglia Donei tra il 1729 e il 1732, in segno di ringraziamento per una scampata alluvione. All'interno della piccola chiesetta sono esposti alcuni dipinti settecenteschi realizzati dall'eremita moenese don Martino Gabrielli (1681-1747).